# Eugen Johansen
Eugen Johansen   (Christiania, 1 de febrer de 1892 - Ottestad, 31 de desembre de 1973) va ser un genet i militar noruec que va competir durant les dècades de 1920 i 1930.
El 1920 va prendre part en els Jocs Olímpics d'Anvers, on va disputar tres proves del programa d'hípica amb el cavall Nökken. L'onzena posició en el concurs complet individual fou la millor posició aconseguida. Vuit anys més tard, als Jocs d'Amsterdam, va disputar dues proves del programa d'hípica. Va guanyar la medalla de plata en la prova de concurs complet per equips, mentre en el concurs complet individual fou vint-i-setè. En ambdues proves va participar amb el cavall Baby. La darrera participació en uns Jocs fou el 1936, a Berlín, on va disputar dues proves del programa d'hípica. Fou setè en la prova de doma per equips i vintè en la de doma individual amb el cavall Sorte Mand.
Johansen va ocupar el rang de Rittmester a l'exèrcit noruec, i va lluitar amb la 2a divisió en la campanya de Noruega de 1940. El 1943 va ser arrestat pels alemanys i enviat com a presoner de guerra a Alemanya. Fou alliberat en finalitzar la Segona Guerra Mundial.